# Sporangiola

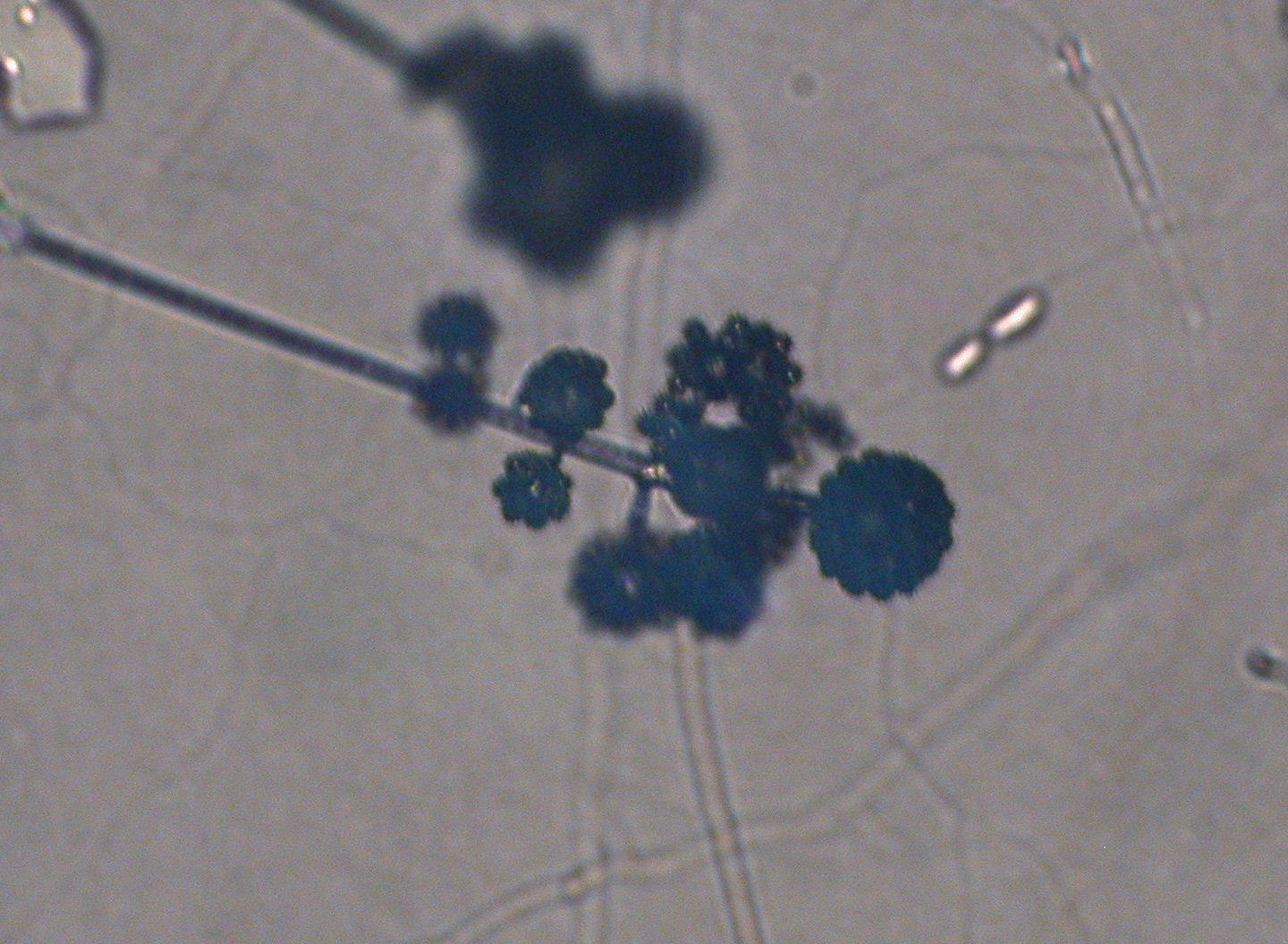
Osadzone na sporangioforze sporangiole i merosporangium u Cunninghamella echinulata

Sporangiola – mała zarodnia (sporangium). Występuje np. u niektórych gatunków grzybów zaliczanych do typów Mucoromycetes i sprzężniaki (Zygomycota). U wielu gatunków Zygomycota sporangiofory, czyli trzonki zarodnionośne są rozgałęzione. Na ich szczycie wyrasta duża zarodnia zwana merosporangium, a na bocznych trzonkach sporangiole – dużo mniejsze i wytwarzające mniej zarodników.
Sporangiole są zazwyczaj kuliste, zaś merosporangia mają wydłużony, cylindryczny kształt.